# Сталінград (станція метро)
48°53′03″ пн. ш. 2°21′57″ сх. д. / 48.884295038079° пн. ш. 2.3659668409428° сх. д.
Сталінград (фр. Stalingrad) — станція Паризького метрополітену на межі X і XIX округів Парижа на перетині ліній 2, 5 і 7. Розташована на площі Сталінград, названої, в свою чергу, на честь Сталінградської битви.

## Історія
Надземна станція на лінії 2 відкрилася під назвою «Рю-д'Обервілье» (фр. Rue d'Aubervilliers) 31 січня 1903.
5 листопада 1910 інша підземна станція була відкрита на лінії 7 на невеликій відстані від першої під назвою «Обервільє — Бульвар-де-ля-Віллет» (фр. Boulevard de la Villette).
У 1942 обидві станції об'єднали під назвою «Обервільє — Бульвар-де-ля-Віллет», а 12 жовтня 1942 відкрито третю станцію на лінії 5, поєднана пересадками з двома іншими.
10 лютого 1946 станція була перейменована на «Сталінград».
Пасажиропотік пересадочного вузла по входу в 2011 році, за даними RATP, склав 6 906 194 особи. У 2013 році цей показник зріс до 7588899 пасажирів (33 місце за рівнем вхідного пасажиропотоку в Паризькому метро).